# نيفادا (غرناطة)
بلدية نيفادا (بالإسبانية: Nevada) هي بلدية تقع في مقاطعة غرناطة التابعة لمنطقة أندلوسيا جنوب إسبانيا.

## الديموغرافيا
بلغ عدد سكان بلدية نيفادا 1.165 نسمة عام 2011 (وفقاً للمعهد الوطني الإسباني للإحصاء).
| 1.418 | 1.431 | 1.300 | 1.220 | 1.194 | 1.174 | 1.165 |